# Saison 2 de New York, unité spéciale
Chronologie
Saison 1 Saison 3
Cet article présente le guide de la deuxième saison de New York, unité spéciale, ou La Loi et l'Ordre : Crimes sexuels au Québec, (Law and Order: Special Victims Unit) qui est une série télévisée américaine.

## Distribution de la saison
- Christopher Meloni (VF : Jérôme Rebbot) : détective Elliot Stabler
- Mariska Hargitay (VF : Dominique Dumont) : détective Olivia Benson
- Richard Belzer (VF : Julien Thomast) : détective John Munch
- Michelle Hurd (VF : Elisabeth Fargeot) : détective Monique Jeffries (épisodes 1 et 7 non créditée, et 16 créditée au générique).
- Stephanie March (VF : Dominique Vallée) : procureur Alexandra Cabot
- Ice-T (VF : Jean-Paul Pitolin) : détective Odafin Tutuola
- Dann Florek (VF : Jean-Louis Maury) : capitaine Don Cragen

## Acteurs récurrents

### Membres de l'Unité spéciale
- Tamara Tunie : médecin-légiste Melinda Warner (épisodes 6, 9, 11, 12, 20 et 21)

- Lance Reddick : médecin-légiste Taylor (épisodes 1, 16 et 19)
- B.D. Wong : docteur George Huang (épisodes 20 et 21)

### Avocats de la défense
- Rob Bartlett : avocat de la défense Milton Schoenfeld (épisodes 3 et 20)
- Craig Wroe : avocat de la défense James Woodrow (épisodes 4, 10 et 11)
- Josh Pais : avocat de la défense Robert Sorensen (épisode 5)
- Michelle Daimer : avocate de la défense Dawn DeNoon (épisodes 6 et 8)
- Kevin O'Rourke : avocat de la défense Sam Tiffany (épisodes 7 et 21)
- Brennan Brown : avocat de la défense Brendan Walsh (épisodes 7 et 14)
- Steven Mark Friedman : avocat de la défense Wilmington (épisode 8)
- Frank Neal : avocat de la défense Don Newvine (épisodes 12, 15 et 21)
- Daniel Pearce : avocat de la défense Egan (épisode 14)

### Juges
- Tom O'Rourke : juge Mark Seligman (épisodes 2, 3, 6 et 21)
- Harvey Atkin : juge Alan Ridenour (épisodes 2, 8 et 20)
- Doris Belack : juge Margaret Barry (épisodes 3 et 20)
- Leslie Ayvazian : juge Susan Valdera (épisodes 5 et 11)
- Joanna Merlin : juge Lena Petrovsky (épisodes 4, 7, 12, 15 et 21)
- Peter Francis James : juge Kevin Beck (épisode 7)

### Procureur
- Jeffrey DeMunn : procureur Charlie Phillips (épisodes 5 et 15)

### Bureau des Affaires Internes
- Scott Sowers : lieutenant Waldman (épisodes 14 et 16)
- John Driver : commissaire des polices Lyle Morris (épisode 1)

### NYPD

#### Police
- Brian O'Neill : chef Sullivan (épisodes 14 et 21)

#### Police scientifique
- Kirsten Sans : technicienne laboratoire Felicia Young (épisodes 2 et 14)
- Lou Carbonneau : technicien scientifique Harry Martin (épisodes 8, 12, 13, 15, 20 et 21)
- Welly Yang : technicien scientifique Georgie (épisodes 2, 6, 9 et 10)

#### Psychiatrie
- J.K. Simmons : docteur Emil Skoda (épisodes 1, 2, 4, 6 et 17)
- Carolyn McCormick : docteur Elizabeth Olivet (épisodes 5 et 11)

### Entourage de l'Unité spéciale

#### La Famille Stabler
- Isabel Gillies : Kathy Stabler (épisodes 1 et 15)
- Erin Broderick : Maureen Stabler (épisodes 1 et 9)
- Patricia Cook : Elizabeth Stabler (épisode 15)
- Jeffrey Scaperrotta : Dickie Stabler (épisode 15)

## Production
La série, comporte 21 épisodes et est diffusée du 20 octobre 2000 au 11 mai 2001 sur NBC.
En France, la série est diffusée du 5 août 2001 au 11 janvier 2003, à intervalle irrégulier.
Elle marque le départ de Michelle Hurd qui interprétée la détective Monique Jeffries. Cette dernière est remplacée à son poste par Ice-T qui interprète le détective Odafin Tutuola.
Tamara Tunie qui interprète la médecin légiste, Melinda Warner, fait sa première apparition dans l'épisode 6 de cette saison.

## Liste des épisodes

### Épisode 1:Le Bien et le Mal
- États-Unis : 20 octobre 2000 sur NBC
- France : 12 janvier 2002 sur TF1

- États-Unis : 13,39 millions de téléspectateurs[1] (première diffusion)

- Gerry Bamman : Craig Prince
- Albert Bigelow : Ryan Witherspoon
- Denise Burse : conseiller Scheider
- John Doman : l'informateur de Munch
- Geoffrey Ewing : Ralph Noble
- Suzanne Grodner : enseignante
- Curtis Holbrook : étudiant #1
- Michael Hollick : Coach
- Adam Kaufman : Michael Goren
- T.J. Kenneally : Eisendrath
- Lauren Kressel : étudiante #2
- Michael X. Martin : Principal Dietz
- Elizabeth Martin : secrétaire de l'école
- John McGinty : policier #1
- Laura Regan : Denise Sandler
- Paul Wesley : Danny Burrell
- Nathan Wetherington : Jason Sloan
- Christopher Wynkoop : officier de police local

### Épisode 2:La Loi du sang
- États-Unis : 27 octobre 2000 sur NBC
- France : 12 janvier 2002 sur TF1

- États-Unis : 13,20 millions de téléspectateurs[2] (première diffusion)

- Firdous Bamji : Daoud Tarzi
- Susham Bedi : Aziza Amir
- Tanya Berezin : professeure Halbersham
- Jeff Branson : Chris Lyons
- Danny Burstein : Mr. Brookfield
- Brooke Delaney : la porte-parole du jury
- Julian Gamble : avocat de la défense Post
- Frank Girardeau : Tomas
- Jennifer Hall : Annette Fleming
- Tony Hoty : Hollander
- Michael Kaycheck : le greffier
- Tim Kirkpatrick : capitaine Walson
- Anil Kumar : Jaleel Amir
- Jeanne Lehman : Mrs. Weinberger
- Aasif Mandvi : professeur Husseini
- Marshall Manesh : Saleh Amir
- Lou Martini, Jr. : un ambulancier
- James Michael McCauley : l'officier de police dans le parc
- James Murtaugh : avocat de la défense Gibson
- French Napier : un ambulancier
- Ralph Nieves : un examinateur
- Michael Patterson : David Lyons
- Tony Ray Rossi : le chef de sécurité
- Giovanni Sanseviero : un technicien CSU
- John Speredakos : Ross Campo
- Tom Tammi : commissaire-adjoint

### Épisode 3:Un assassin dans la nuit (2/2)
- États-Unis : 3 novembre 2000 sur NBC
- France : 12 août 2001 sur TF1

- États-Unis : 13,40 millions de téléspectateurs[2] (première diffusion)

- Polly Adams : Mrs. Walton
- William H. Burns : Lynch
- Peter Davies : le boss de Cleary
- Ned Eisenberg : avocat de la défense Klein Rothberg
- Bob Freschi : l'employé de bureau
- Sian Heder : Joyce Rich
- Zachary Knower : Adams
- Neil Maffin : Kenneth Cleary
- Jerry Mayer : George
- Ron McClary : détective Hammad
- Eliza Pryor Nagel : Mona Sharpe
- Stina Nielsen : Lori Thatcher
- Evy O'Rourke : Meredith Cleary
- Tonye Patano : Ann
- Stephen Peabody : Colson
- Tracy Pollan : Harper Anderson
- Amy Redford : Susan Welch
- Carlo Vogel : Billy

### Épisode 4:Folie douce
- États-Unis : 10 novembre 2000 sur NBC
- France : 16 février 2002 sur TF1

- États-Unis : 13,40 millions de téléspectateurs[2] (première diffusion)

- Yancey Arias : Denny Corea
- Skye McCole Bartusiak : Jennifer
- Divina Cook : Mrs. Fergus
- Jean De Baer : Lois Huntington
- Jennifer Dundas : Jamie Huntington-McKenna
- Kevin Gray : Henry Abidin
- Michelle Hurst : l'assistante sociale
- Brian Keane : docteur Peters
- Nicole Lewis : l'infirmière à l'admission
- Ann McDonough : Mrs. Dunlap
- Don Sparks : le portier
- Paul Michael Valley : Randall McKenna
- Adam Zolotin : Justin McKenna

### Épisode 5:La Peur au ventre
- États-Unis : 17 novembre 2000 sur NBC
- France : 19 janvier 2002 sur TF1

- États-Unis : 12,80 millions de téléspectateurs[2] (première diffusion)

- Sidné Anderson : Lorena Jackson
- Wendy Barrie-Wilson : Dr. Elise Heath
- Ron Bohmer : Dr. Randall Forbes
- Gene Canfield : détective Geary
- Antonio D. Charity : l'homme dans la foule
- Gilbert Cruz : le vendeur de magazines
- Brian Adam DeJesus : Rafael McCreary
- John Hartmann : l'employé
- Ira Hawkins : le juge
- Tracy Howe : un patrouilleur
- Linda Hazel Humes : Mrs. Watson
- Jim Iorio : technicien des balistiques
- Gloria Irizarry : Dorothea Strada
- David S. Jung : le technicien
- LaChanze : Ms. Pivik
- Carlos Leon : Nicky Crow
- Frank Lombardi : officier Larrabe
- Jaliyl Lynn : Jamal Morales
- Donovon Ian H. McKnight : Thomas "T.J." James
- Maria-Elena Mestayer : Mrs. Ortiz
- Ming Lee : Kyung Kwon
- Robert Montano : Mr. Barrera
- Jomo Morris : Sammy
- Vanessa Quijas : Reyna McCreary
- Michelle Ragusa  : Reporter #1
- Patricia Rae : Sonia Paredes
- Sara Ramirez : Mrs. Barrera
- Dan Remmes : Reporter #2
- Daniel Roman : Tony Calas
- Nicolas Martí Salgado : Elias Barrera
- Sasha Toro : Rosario
- James Villani : Bobby Cruise

### Épisode 6:Refus d'obéissance
- États-Unis : 24 novembre 2000 sur NBC
- France : 16 mars 2002 sur TF1

- États-Unis : 15,40 millions de téléspectateurs[1] (première diffusion)

- Lou Bonacki : Alvin Maddox
- Kevin Breznahan (en) : Mark Nash
- Tony Campisi : Gary Wheeler
- Chris Ceraso : responsable de l’assainissement
- Kathleen Chalfant : Mrs. Nash
- Laura Esterman : Mrs. Sandomir
- Perri Gaffney : réceptionniste
- Jamie Gustis : employée du magasin
- Helen Hanft : Mrs. Billings
- Byron Jennings : avocat de la défense Matt Wooding
- Danny Mastrogiorgio : Earl Miller / Earl Gilmore
- Michael Pemberton : Assistant Warden
- Maryann Urbano : Dr. Klein
- William Youmans : Ben Moreland

### Épisode 7:Violence conjugale
- États-Unis : 1er décembre 2000 sur NBC
- France : 5 août 2001 sur TF1

- États-Unis : 15,43 millions de téléspectateurs[1] (première diffusion)

- Jerome Preston Bates : officier Clarkson
- Amy Carlson : Patricia Andrews
- Meryl Goodfader : employé de bureau #1
- John Hartmann : employé de bureau #2
- Mark Lotito : détective Howard du Bureau des Affaires internes
- Mario Mendoza : détective Santiago du Bureau des Affaires internes
- Dylan Price : détective Danny Tatum
- John Ramsey : juge Walter Schreiber
- Nestor Serrano : sergent Lloyd Andrews
- Paul Stolarsky : Cyrus Parker
- Tom Tammi : commissaire-adjoint
- Victor Verhaeghe : officier Powell

Lloyd et Patricia Andrews, un couple marié, se dispute. La femme décide de porter plainte pour viol et apprend à John Munch que son mari est sergent et travaille à la Brigade criminelle à Manhattan Sud. Monique Jeffries, de son côté, est contrainte de se contenter de la paperasse et faire le café à ses collègues. Les quatre inspecteurs de l'unité spéciale mènent l'enquête et apprennent que la police est intervenue 4 fois au domicile du couple Andrews, à cause de disputes conjugales. Un jour, Elliot Stabler cherche à interroger son confrère, mais Danny Tatum, l'équipier de ce dernier, lui fracasse le nez pendant une partie de basket. Plus tard, une nouvelle dispute conjugale éclate chez les Andrews, puis le policier demande que son épouse soit inculpée pour agression. 

### Épisode 8:Retour de bâton
- États-Unis : 15 décembre 2000 sur NBC
- France : 26 août 2001 sur TF1

- États-Unis : 14,31 millions de téléspectateurs[1] (première diffusion)

- Ismail Bashey : Dr. Dhar
- Craig Braun : Alan Thorpe
- Derek Cecil : Russell Ramsay
- Randy Cherkas : Linch
- Brian Connors : Mr. Tupper
- Amanda Diaz : la réceptionniste
- Damon DiMarco : officier Thomason
- Nealy Glenn : Patricia Ann Miller
- Tim Hopper : Kyle Kivlahen
- Michael Kell : Oscar
- Jenna Lamia : Siobhan Miller
- Rick Lohman : le manager de l'hôtel
- Susan Rollman : Terry Wilde
- Keri Setaro : Shelly Leevak
- Bill Winkler : Beau Miller
- Jeff Woodman : Fitzpatrick
- Richard Ziman : Winston

### Épisode 9:Triste réalité
- États-Unis : 12 janvier 2001 sur NBC
- France : 9 septembre 2001 sur TF1

- États-Unis : 14,80 millions de téléspectateurs[2] (première diffusion)

- Ariel Arce : Danielle
- Blythe Auffarth : Amanda
- Elaine Bromka : Nancy Meyerson
- Philip Casnoff : Ilya Korska
- B.J. Crosby : Ruth Jay
- Richard M. Davidson : Sterner
- Barbara Garrick : la mère d'Hannah
- Courtney Jines : Hannah Miller
- Terry Layman : Martin Meyerson
- Peyton List : Patsy
- Steven Marcus : Willie Maxwell
- Kate Mara : Lori
- Julia McNeal : Ann Brice
- Alba Oms : Mrs. Pappas
- Antone Pagan : le vendeur de hot dog
- Armand Schultz : Kyle Hubert
- Daniel Stewart : le vendeur de bijoux
- Fidel Vicioso : détective Reynolds

### Épisode 10:À son corps défendant
- États-Unis : 19 janvier 2001 sur NBC
- France : 30 septembre 2001 sur TF1

- États-Unis : 13,60 millions de téléspectateurs[2] (première diffusion)

- Chris Beetem (en) : Joe Templeton, Jr.
- Tammy Blanchard : Kelly D'Leah
- Lee Brock : Geraldine Richter
- Kevin Thomas Conroy : le jogger
- Marika Dominczyk : Tess Michner
- Jen Drohan : la joggeuse
- Mark Goldbaum : l'instructeur
- Joe Gonzalez : Matt Stein
- Elizabeth Hendrickson : Mindy Schumacher
- Michael Hobbs : Joe Templeton, Sr.
- David S. Jung : Lockhart
- Matt Kautz : Hank Ludlow
- Brian Keane : Dr. Peters
- Mary B. McCann : avocate Wilkerson
- Mark La Mura : l'avocat de Templeton
- Emily Loesser : l'avocate
- Michelle Monaghan : Dana Kimble
- Zak Orth : Wally Parkers
- Robin Paul : Jodie Tomlinson
- Richard Topol : Harry
- Alton Fitzgerald White : Nick Monroe
- Pilar Witherspoon : officier Owens

### Épisode 11:Des parents trop célèbres
- États-Unis : 26 janvier 2001 sur NBC
- France : 23 septembre 2001 sur TF1

- États-Unis : 15,20 millions de téléspectateurs[2] (première diffusion)

- Christine Andreas : Ricki Austin
- LaTonya Borsay : Marianne Weston
- Amy Bouril : Holly
- Christopher Burns : officier Hall
- Ben Epps : officier Grant
- Francesca Faridany : Sarah
- Allen Fitzpatrick : Dr. Safford
- Babo Harrison : Connie
- Hayden Panettiere : Ashley Austin Black
- Michael Phelan : Seth
- Paul Tiesler : Corbin Sachs
- Carole Troll : Mrs. Laughlin
- Fiddle Viracola : Mrs. Rogueford
- Michael Weaver : David Russo
- James Weston : Edwards
- Ryan Woodring : Dr. Mandolar
- Teresa Yenque : la gouvernante

Un jour, le fils adoptif de Ricki Austin et Jarrett Black, Corbin Sachs, est mort renversé par une voiture, alors qu'il essayait d'empêcher son père biologique, David Russo, de partir. Elliot Stabler et Olivia Benson sont chargés de l'enquête, et l'inspectrice s'attache à Ashley, la fille des deux célébrités du monde de la musique, car Ricki est chanteuse et Jarrett est pianiste. Cependant, elle découvre que l'enfant est souvent blessée et se demande si cette dernière ne subit pas de maltraitance de la part de ses parents. Ils interrogent ensuite le professeur d'informatique qui révèle être le père biologique de Corbin, et le test ADN confirme ses dires. Les deux inspecteurs soupçonnent de plus en plus les parents d'Ashley de maltraitance sur leur enfant, mais n'ont aucune preuve. Sarah, la gouvernante, s'apprêtait à leur dévoiler quelque chose avant d'être renvoyée, placée en détention en attente d'expulsion et remplacée par une autre. 

### Épisode 12:Double vie
- États-Unis : 2 février 2001 sur NBC
- France : 9 février 2002 sur TF1

- États-Unis : 15,72 millions de téléspectateurs[2] (première diffusion)

- Tom Bloom : Dr. Bennett Alston
- Frduah Boateng : Kevin
- Sophina Brown : Mrs. Williams
- Chevi Colton : Mrs. Cutler
- Robert Patrick Brink : l'hôte
- Suzzanne Douglass : la principale
- Saidah Arrika Ekulona : Mrs. Chance
- Clark Jackson : officier de sûreté
- Deirdre Lovejoy : officier Hernandez
- Jeff McCarthy : avocat de la défense Matthews
- Daniel McDonald : Dr. Byron Marks
- Harry S. Murphy : Brian Denker
- Lawrence Nathanson : Jimmy
- Dean Nolen : Philip Montrose
- Neko Parham : Ethan Chance
- Mark Pinter : Jordan Owens
- Omar Sharif Scroggins : Marcus Cole
- Cynthia Vance : l'hôtesse

### Épisode 13:Les Victimes
- États-Unis : 9 février 2001 sur NBC
- France : 21 octobre 2001 sur TF1

- États-Unis : 14,90 millions de téléspectateurs[2] (première diffusion)

- Joe Bacino : détective Dalton
- Krista Marie Bonura : Wendy Campbell
- Stacey Lynn Brass : Sabrina Milton
- Pearce Bunting : Josh Branson
- Turhan Caylak : l'employé de la morgue
- Jay Christianson : Trent Wills
- Tony Cucci : Erik Pulham
- Rosemarie DeWitt : Gloria Palmera
- Ann Dowd : Louise Durning
- Ellen Horst : Virginia Koehler
- Linda Hazel Humes : la réceptionniste
- Sylva Kelegian : Lindsay Branson
- Joe Pacheco : Earl Zito
- Susan Pellegrino : Dr. Weddington
- Eric Roberts : Sam Winfield
- José Ramón Rosario : Mario Tomassi
- Robert Sedgwick : James Campbell
- Phyllis Somerville : Mrs. Moss
- Brianna Steinhilber : Corrine Wilson
- Myk Watford : Paul Cormick

### Épisode 14:Un policier en danger
- États-Unis : 16 février 2001 sur NBC
- France : 28 octobre 2001 sur TF1

- États-Unis : 14,10 millions de téléspectateurs[2] (première diffusion)

- Khandi Alexander : officier Karen Smythe
- E.J. Carroll : Ronnie
- Sam Coppola : oncle Sammy
- Liam Craig : substitut du procureur David Goreman
- Sandra Daley : Marina Garza
- Dominic Fumusa : lieutenant Coates des Affaires Internes
- James Hanlon : officier Austin Bates
- Jason Kolotouros : officier Murray
- P.J. Marshall : un SDF
- Chris McKinney : officier Michael Towne
- P.J. Morrison : un policier en uniforme
- Ray Robertson : un SDF
- Isiah Whitlock Jr. : Todd Smythe

### Épisode 15:Compte à rebours
- États-Unis : 23 février 2001 sur NBC
- France : 26 janvier 2002 sur TF1

- États-Unis : 15,50 millions de téléspectateurs[1] (première diffusion)

- Debbon Ayer : Mrs. Douglas
- Andrea Bowen : Sophie Douglas
- Brian Cahill : le policier en uniforme
- Kent Cassella : détective Palmieri
- Ramsey Faragallah : le propriétaire du marché
- Rafael Ferrer : détective Trainor
- Jonathan Fried : Clayton Mills
- Jim Gaffigan : Oliver Tunney
- Lisa Roberts Gillan : Mrs. Simmons
- Kia Goodwin : Shari
- Tracie Higgins : Mrs. Guzek
- Ray Iannicelli : Saul Garner
- Christine Toy Johnson : Dr. Anderson
- Johnathan MClain : Isaac Yarbrough
- Uzi Parnes : Joe Hayes
- Dylan Price : inspecteur Danny Tatum
- Kristin Rohde : détective Becker
- Thomas Schall : Dawson
- Alicia Sedwick : Sheila
- Timothy Shew : Charles Guzek
- Lisa Summerour : avocate de la défense Dylan
- Ted Sutton : Robert
- Ann Talman : Mrs. Lehr

### Épisode 16:L'Innocence bafouée
- États-Unis : 2 mars 2001 sur NBC
- France : 11 novembre 2001 sur TF1

- États-Unis : 14,56 millions de téléspectateurs[1] (première diffusion)

- David Anzuelo : lieutenant ESU
- Louis Cantarini : Gary
- Chet Carlin : le portier
- Kent Cassella : Edmond Love
- Kevin Elden : le policier
- Reg Flowers : Lance Kanick
- Joey Franquinha : l'adolescent
- Kristin Griffith : Mrs. Foster
- Darrell Hammond : Ted Bolger
- Anna Kathryn Holbrook : Lorna Frankel
- Effie Johnson : Trudy
- Kelly Karbacz : Jill Rudd
- Louis Martinez : Ronnie
- David Matalon : l'éditeur
- Margie Lee Michaels : le réceptionniste
- Sean Nelson : Tito Frank
- Al Roffe : le vendeur
- Jared Ryan : Will
- Baird Wallace : le frère de Jill
- Dan Ziskie : sergent Frank Foster

### Épisode 17:Hommes à louer
- États-Unis : 23 mars 2001 sur NBC
- France : 2 mars 2002 sur TF1

- États-Unis : 14,30 millions de téléspectateurs[2] (première diffusion)

- Stephen Bienskie : Ira le groom
- Lee Bryant : Claudia Baines Marshall
- Eddie Cahill : Tommy Dowd
- Colin Egglesfield : Steven
- Debra Eisenstadt : technicienne de laboratoire Ellen Matthews
- Leo V. Finnie III : barman Joe
- John Harris : Leo le photographe
- Mercedes Herrero : Sarah Dolan
- Richard Holmes : James Coe
- Simon Jones : Darien Marshall
- Patricia Kalember : Leslie De Santis
- Marguerite MacIntyre : Darlene Sutton
- Amanda Naughton : Lisa la mariée
- Jeff Robins : barman Bill
- Darien Sills-Evans : technicienne CSU Foster
- J. Tucker Smith : Gary Sutton
- Susan Stahnke : le manager de l'hôtel
- Linda Stephens : Mrs. Dowd
- Greg Stuhr : patrouilleur #2
- Todd Williams #1
- Stuart Zagnit : Harrison Barnett
- Mark Zimmerman : avocat de la défense Katz

### Épisode 18:Le Meurtrier sans visage
- États-Unis : 20 avril 2001 sur NBC
- France : 9 mars 2002 sur TF1

- États-Unis : 12,70 millions de téléspectateurs[2] (première diffusion)

- Anna Belknap : Sarah Kimmel
- Thomas L. Bolster : sergent Pierce
- Larry Cahn : Dom Boquist
- Luther Creek : Eldon
- Paddy Croft : tante Mary
- Brian Delate : McCartney
- Mike Dooly : agent ATF Gus Stone
- Marc Forget : Thomas Picard
- Dan Frazer : le juge canadien
- Meg Hartig : Annie Tassler
- Adam LeFevre : chef de police Walker de Walden Falls
- Charlotte Maier : officier Cheryl Baxter
- Robin Morse : Ms. Michaelson
- Dennis Predovic : Olive
- Robert Prescott : Jordan Boggs
- Tom Alan Robbins : Ed Kushner
- R.E. Rodgers : Darryl Kern
- Paul Sparks :  Marty Potter / Marvin Posey
- Lou Sumrall : Frank Taggart
- Robert Westenberg : Colonel Marsden

### Épisode 19:Le Prix de la vie
- États-Unis : 27 avril 2001 sur NBC
- France : 7 octobre 2001 sur TF1

- États-Unis : 13,40 millions de téléspectateurs[1] (première diffusion)

- Guy Ale : Davis
- Mili Avital : Ava Parulis / Irina Parulis
- Ezra Barnes : Jack Greenwalt
- Gary Basaraba : George Burton
- Neal Benari : Dr. Lowenstein
- Michael Berresse : Matt Sloane
- Lili Bordán : Oksana Parulis
- Irén Bordán : Theresa
- Melissa Bowen : Pam Stanton
- Joseph Vincent Gay : Reynolds
- Steve Harper : géologue Andrew Heaton
- Marcia Haufrecht : Mrs. Varella
- Stacy Highsmith : Aide
- Jon Krupp : Walt
- Jerome LePage : Paul Amis
- Samuel Maupin : Mr. Sawyer
- Manu Narayan : Henry
- Michele Pawk : Valentina Bilescu
- Carol Schneider : Mrs. Sawyer
- Matt Servitto : Dr. Brad Stanton
- Jillian Stacom : Julia Burton
- Victor Steinbach : Razvan Toscu
- Yuka Takara : Mahlin Amis
- Peter Van Wagner : Al Shipley
- Elza Zagreda : Svetlana

### Épisode 20:Apparences troublantes
- États-Unis : 4 mai 2001 sur NBC
- France : 11 janvier 2003 sur TF1

- États-Unis : 14,30 millions de téléspectateurs[2] (première diffusion)

- Doris Belack : Margaret Barry
- Elizabeth Canavan : Teresa Steele
- Bruno Iannone : Mr. Reynolds
- Margot Kidder : Grace Mayberry
- Martin Kildare : substitut du procureur Malcolm Sanderson
- Chad Lowe : Jason Mayberry
- Bruce MacVittie : Mr. Tandy
- Keesha Sharp : Charlene
- Bruce Smolanoff : Greg Spencer
- Robert Turano : Sergent Fuller

### Épisode 21:Vent de panique
- États-Unis : 11 mai 2001 sur NBC
- France : 23 février 2002 sur TF1

- États-Unis : 15,06 millions de téléspectateurs[1] (première diffusion)

- Karen Allen : Paula Varney
- Kofi Boakye : Sekou Obeng
- Rosalind Brown : Sally
- Kent Cassella : détective Palmieri
- David Chandler : Malcolm Hunt
- Nick Freni : Morales
- Jason Furlani : Norman Fredricks
- Kes Kwansa : Kabral N'Cuma
- Liza Lapira : Rebecca Chang
- Tasha Lawrence : Honey
- Jack McCormack : capitaine Molloy
- Donna Mitchell : Mrs. Lindberg
- Cortez Nance, Jr. : Koenig
- Bernadette Quigley  : Jean Weston
- David Roya : Joey
- Richard Thomas : Daniel Varney
- Jim Weston : Quentin Lindberg